# Мост Столетия (Юрбаркас)
Мост Столетия (лит. Šimtmečio tiltas) — автодорожный железобетонный консольно-балочный мост через реку Нямунас в Юрбаркасе, Литва. Является частью дороги КК137, соединяющей Юрбаркас и Пилвишкяй. Самый длинный автомобильный мост в Литве.

## Расположение
Соединяет Юрбаркас (Юрбаркский район) и Кидуляй (Шакяйский район).
Выше по течению находится Лампеджяйский мост, ниже — мост Королевы Луизы.

## Название
Первоначально мост назывался Юрбаркским (лит. Jurbarko tiltas). 24 августа 2018 года по инициативе Литовской дирекции автомобильных дорог и мэрии Юрбаркского района мост получил название мост Столетия (лит. Šimtmečio tiltas), в честь 100-летия обретения независимости Литвы.

## История
Во время Первой мировой войны немецкими военными был построен временный понтонный мост через Неман у Юрбаркаса. В январе 1975 года началось строительство железобетонного моста. Проект был разработан Киевским филиалом Союздорпроекта. Работы велись Рижским мостостроительным трестом под руководством А. Янкаускаса (лит. Antanas Jankauskas) . Открытие моста состоялось 3 ноября 1978 года.
В 2017 году был проведен капитальный ремонт, включавший в себя ремонт и усиление железобетонных конструкции моста, замену гидроизоляции и покрытия проезжей части и тротуаров, устройство водоотвода, установку нового перильного ограждения. Заказчиком работ была Литовская дирекция автомобильных дорог (лит. Lietuvos automobilių kelių direkcija), генподрядчиком — компания UAB «Tilsta». 
В августе 2018 года при въездах на мост были установлены металлические стелы с названием моста.

## Конструкция

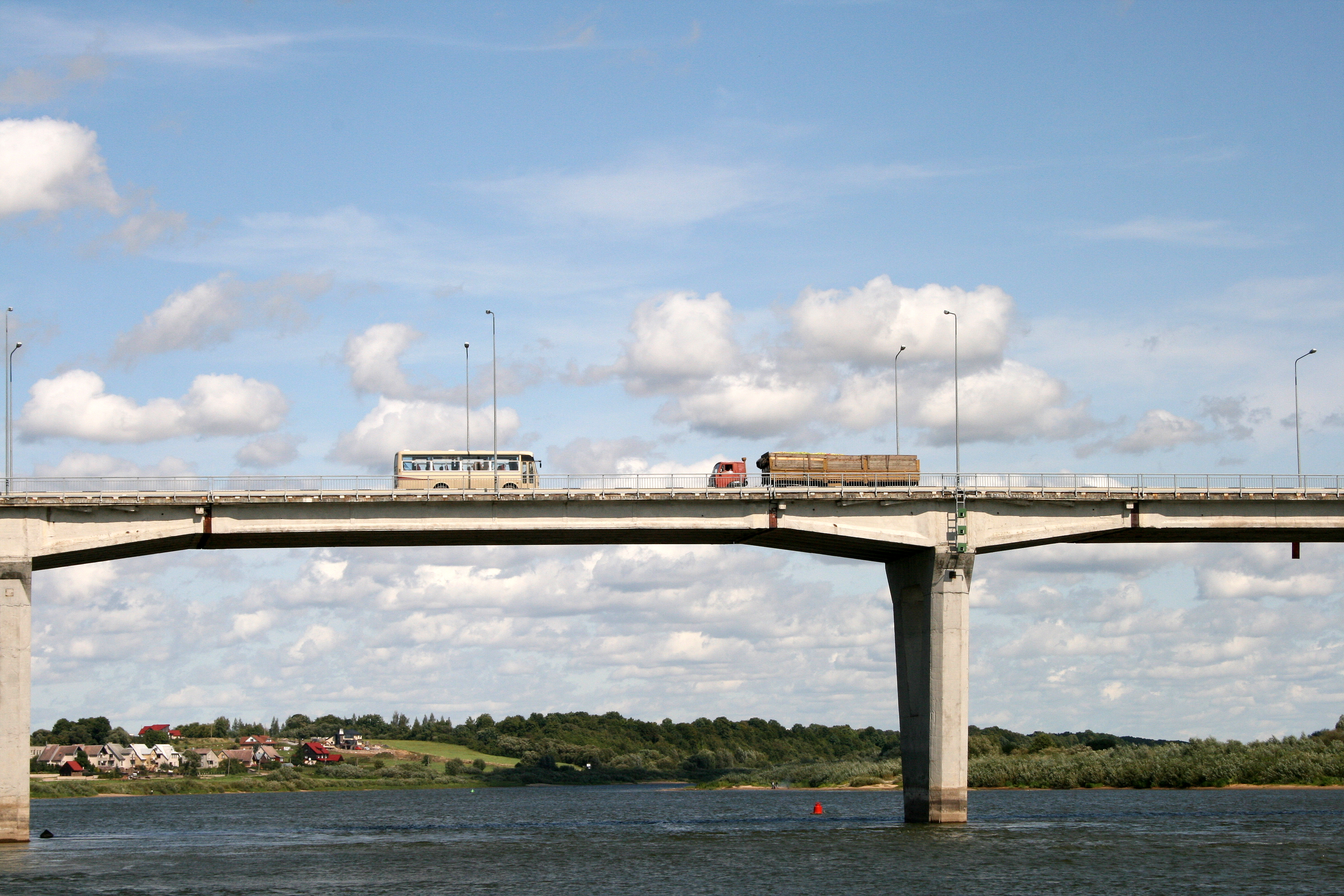
Русловые пролёты моста, видна балка-подвеска

Мост железобетонный консольно-балочный. Схема разбивки на пролёты: 2 х 33,0 + 43,5 + 5 х 54 + 43,5 + 2 х 33 м. Пролётное строение моста из преднапряжённого железобетона. Русловые пролёты перекрыты балками-подвесками, опирающимися на консоли, заделанные в промежуточных опорах. Боковые пролёты перекрыты железобетонными балками таврового сечения. Опоры V-образной формы из монолитного железобетона на свайном основании. Высота проезжей части над уровнем воды — 17,3 м. Длина моста составляет 494 м, ширина — 13 м.
Мост предназначен для движения автотранспорта и пешеходов. Проезжая часть включает в себя 2 полосы для движения автотранспорта. Покрытие проезжей части и тротуаров — асфальтобетон. Тротуары отделены от проезжей части металлическим барьерным ограждением. Перильное ограждение металлическое простого рисунка. При въездах на мост установлены металлические стелы с названием моста.